# ليندا بارون
ليندا بارون (بالإنجليزية: Lynda Baron)‏ هي ممثلة بريطانية، ولدت في 24 مارس 1939 في أورمستون ‏ في المملكة المتحدة.

## وصلات خارجية
- ليندا بارون على موقع IMDb (الإنجليزية)
- ليندا بارون على موقع ميوزك برينز (الإنجليزية)
- ليندا بارون على موقع ديسكوغز (الإنجليزية)
- ليندا بارون على موقع قاعدة بيانات الفيلم (الإنجليزية)